# Mustafa Hadid
Pour les articles homonymes, voir Hadid.
Mustafa Hadid (persan : مصطفی حدید) né le 25 août 1988 à Kaboul, est un footballeur Afghan. Il évolue au poste d'attaquant ou d'arrière droit à l'Altonaer FC 1893.

## Biographie
Il quitte l'Afghanistan à l'âge de 2 ans pour fuir la guerre et s'installe à Hambourg avec sa famille.

### En club
Après avoir débuté le football au TuS Germania Schnelsen, il intègre le centre de formation du Hamburger SV. À l'issue des deux années en U19, il n'est pas retenu. Le club préférant miser sur Sidney Sam et Eric Maxim Choupo-Moting.
Il retourne dans son premier club, le TuS Germania Schnelsen, en Oberliga Westfalia (D4). Il marque dès ses débuts le 17 septembre 2006 et permet à son équipe de s'imposer 1-0 contre le SV Halstenbek-Rellingen. Lors de cette saison, il dispute trois autres matchs et inscrit deux nouveaux buts. Il quitte le club, qui termine relégable, à l'issue du  championnat. 
Il s'engage alors avec l'Eintracht Norderstedt qui évolue dans ce même championnat. Il fait ses débuts le 27 juillet 2007 face au HSV Barmbek-Uhlenhorst (3-3). Il inscrit ses premiers buts à l'occasion d'un doublé contre le SC Victoria Hambourg (victoire 3-2) le 19 août. Sa première saison est une réussite puisqu'il inscrit 18 buts en 32 matchs. Il performe également lors de sa seconde et dernière saison avec 11 réalisations en 27 apparitions.
Lors de l'été 2009, il rejoint l'Altonaer FC 1893 qui vient d'être relégué de Regionalliga. Il joue son premier match sous ses nouvelles couleurs le 2 août face à l'USC Paloma Hambourg (victoire 4-2). Il marque son premier but le 20 septembre lors de la victoire 6-0 contre le SV Lurup. Durant deux saisons et demie, il est régulièrement titulaire et marque à de nombreuses reprises. Malheureusement, il se blesse gravement durant la trêve hivernale de la saison 2011-2012. Il revient la saison suivante et est replacé au poste d'arrière droit. Le club termine alors à la deuxième place du classement. En mars 2016, il revient blessé d'un match international avec l'Afghanistan et est écarté des terrains durant deux mois. Il est de retour pour la finale de la Coupe de Hambourg. Il s'incline alors 4-1 après prolongations face à son ancienne équipe l'Eintracht Norderstedt. À peine rentré en jeu, il subit une rupture des ligaments croisés et doit donc céder sa place. À la suite de cette blessure, il ne dispute aucun match lors de la saison 2016-2017 qui voit l'Altonaer FC 1893 être promu en Regionalliga. Lors de la saison 2017-2018, il fait deux apparitions au mois d'août qui seront ses deux dernières.

### En sélection
Il honore sa première sélection avec l'équipe d'Afghanistan le 6 juin 2008, lors de la Coupe d'Asie du Sud 2008 contre le Bangladesh (2-2). Il inscrit son premier but international pour ses débuts. 
Il participe par la suite à la Coupe d'Asie du Sud 2009, ainsi qu'à l'édition 2013 qu'il remporte et à l'édition 2015 où l'Afghanistan s'incline en finale. Il prend également part à l'AFC Challenge Cup 2014.

#### Buts en sélection
| N° | Date         | Lieu                                    | Adversaire | Score | Résultat | Compétition                               |
| -- | ------------ | --------------------------------------- | ---------- | ----- | -------- | ----------------------------------------- |
| 1. | 6 juin 2008  | Sugathadasa Stadium, Colombo, Sri Lanka | Bangladesh | 2–0   | 2–2      | Coupe d'Asie du Sud de football 2008      |
| 2. | 9 avril 2011 | Halchowk Stadium, Katmandou, Népal      | Sri Lanka  | 1–0   | 1–0      | Qualifications à l'AFC Challenge Cup 2012 |

## Palmarès

### En club
- Oberliga Hamburg (D5) 
  - Vice-champion : 2012-2013
- Coupe de Hambourg
  - Finaliste : 2015-2016

### En sélection
- Coupe d'Asie du Sud
  - Vainqueur : 2013
  - Finaliste : 2015